# Четвёртая кольцевая автодорога Пекина

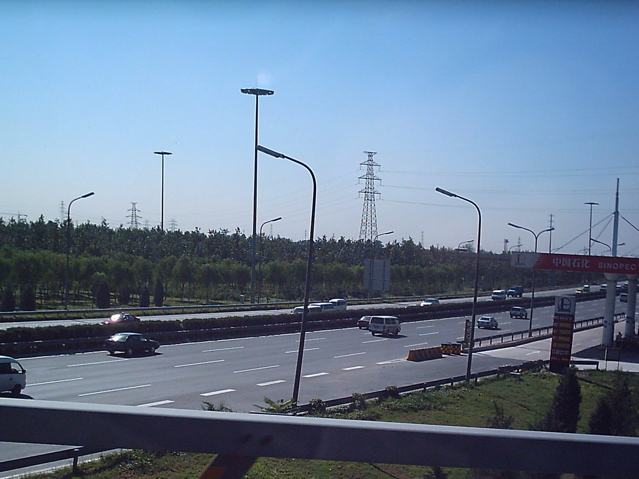
Вид на дорогу (2004)

Четвёртая кольцевая автодорога Пекина (кит. упр. 四环路, пиньинь Si Huan Lu) — кольцевая дорога, окружающая центр Пекина. Одна из кольцевых автодорог Пекина. Расположена в 8 км от центра города, по форме является скорее не кольцом, а квадратом.
Северный отрезок 4-й кольцевой автодороги уже существовал в начале 1990-х, но условия для проезда там были весьма неудовлетворительными. 1 октября 1999 года, к 50-летию образования КНР, был сдан в эксплуатацию восточный отрезок кольцевой автодороги. Это была уже дорога высокого качества, с 8-полосным движением (по 4 полосы в каждом направлении). К концу сентября 2000 года под восьмиполосное движение был переоборудован и северный отрезок. К концу 2000 года были сданы в эксплуатацию южный и северо-западный участки. В июне 2001 года вся дорога была открыта для движения. В сентябре 2004 года была проведена унификация нумерации въездов.
Около дороги находится Олимпийский комплекс, включающий Национальный стадион Пекина. В непосредственной близости от дороги расположены станции метро Укэсун (линия 1), Багоу (линия 10), Чжунгуанцунь (линия 4), Аоти Чжунсинь (линия 8), Хуэйсиньсицзе Бэйкоу (линия 5), Сыхуэй (линия 1 и Батунская линия) и Гунъисицяо (линия 4). Линия 13 дважды пересекает Четвёртую кольцевую дорогу по мосту, но не имеет станций около неё.